# ليام جوردن
ليام جوردن (بالإنجليزية: Liam Jordan)‏ هو لاعب كرة قدم جنوب أفريقي في مركز الهجوم، ولد في 30 يوليو 1998 في ديربان في جنوب أفريقيا. لعب مع نادي كويه ‏.

## وصلات خارجية
- ليام جوردن على موقع قاعدة بيانات كرة القدم.إي يو (الإنجليزية)
- ليام جوردن على موقع ناشيونال فوتبول تيمز (الإنجليزية)
- ليام جوردن على موقع Soccerway.com (الإنجليزية)